# NGC 4868
NGC 4868 este o galaxie spirală situată în constelația Câinii de Vânătoare. A fost descoperită în 17 martie 1787 de către William Herschel. Se află la o distanță de 74 de megaparseci de Pământ.